# Victor Kravchenko
Victor Andreevich Kravchenko (em russo: Виктор Андреевич Кравченко; Yekaterinoslav, 11 de outubro de 1905 – Nova Iorque, 25 de fevereiro de 1966) foi um alto funcionário da União Soviética que rompeu com o regime comunista. Ele narrou suas experiências e a vida no país, sob a liderança de Stalin, no livro Eu Escolhi a Liberdade, em 1946.

## Vida
Filho de um velho bolchevique, Kravchenko se formou em engenharia na Universidade de Kharkov, após integrar o Komsomol, organização juvenil do PCU. Em 1929, entrou para o Partido Comunista da União Soviética e, mais tarde, foi designado engenheiro-chefe de um conglomerado de usinas metalúrgicas recém-inauguradas pelo regime stalinista, proposto pelo Plano Quinquenal de Joseph Stalin para modernizar o país através da industrialização. Como membro do Partido, teve a oportunidade de viajar pelo país para implantar outro item do Plano: a coletivização da agricultura. Nessas viagens ele conheceu a miséria generalizada e a violência exercida pela polícia secreta, à época, chamada GPU (Gosudarstvennoye Politicheskoye Upravlenie) que, auxiliava os sovietes na tarefa de estatizar a propriedade privada. Durante a Segunda Guerra Mundial serviu como capitão do Exército Vermelho, sendo depois enviado aos Estados Unidos para trabalhar na Comissão de Compras Soviéticas, com sede em Washington, DC.

## Rompimento
Em 1944 ele rompeu com o regime stalinista e solicitou asilo político ao governo dos Estados Unidos. As autoridades soviéticas, primeiro negaram que ele fosse um funcionário do país, mas depois pediu a sua imediata extradição como desertor. Segundo o livro "The Forsaken", do autor Tim Tzouliades (página 275), o embaixador dos Estados Unidos em Moscou, Joseph E. Davies, a pedido de Stalin, solicitou a extradição de Kravchenko diretamente ao presidente Roosevelt. No entanto, o governo dos Estados Unidos já havia garantido o direito de asilo político a Kravchenko, que passou a viver com um nome falso, em função do perigo de ser assassinado por agentes soviéticos.
Kravchenko deixou um filho na URSS, chamado Valentin, nascido em 1935, após se separar da sua primeira mulher, Zinaida Gorlova. O fato de Valentin ser filho de um "inimigo do povo" e "traidor da pátria" fez com que ele fosse enviado para um Gulag na Sibéria (campo de concentração) em 1953. Ficou preso durante cinco anos, onde, devido a torturas, teve sérios danos físicos e mentais. Após ganhar a liberdade, pediu asilo político aos Estados Unidos, depois de descobrir que tinha um meio-irmão vivendo no Arizona, chamado Andrew Kravchenko. Os irmãos se encontraram  em 1992 e deram uma coletiva de imprensa bastante emocionante. Valentin morreu em 2001 de ataque cardíaco, no mesmo dia em que recebeu seu Greencard.

## O escritor Kravchenko
Kravchenko ficou conhecido em todo o mundo após a publicação de seu livro, "Eu escolhi a Liberdade", traduzido em mais de 20 línguas. O livro revela detalhes sobre a coletivização agrícola, causadora de miséria e milhares de mortes por inanição, além das prisões de inocentes que eram enviados para campos de trabalhos forçados na Sibéria, conhecidos como Gulag. Além de Eu Escolhi a Liberdade, Kravchenko escreveu Eu Escolhi a Justiça, narrando as audiências no Tribunal de Justiça de Paris do que ficou conhecido como o Julgamento do Século (veja seção posterior).

## O Julgamento do Século
Também conhecido como o Processo de Kravchenko, foi desenrolado na França, onde, segundo o próprio Kravchenko em "Eu escolhi a Justiça", era onde o Comunismo tinha mais influência entre os intelectuais e a imprensa, que saudavam a ideologia e o regime soviético como o futuro da humanidade. Sobre a história do processo, narra a escritora Nina Berberova, em sua biografia, C'est moi qui souligne:
A tradução francesa do livro de V. A. Kravtchenko apareceu em 1947 e, no mesmo ano, foi coroado por um dos principais prêmios literários da França, o Sainte-Beuve. Em 13 de novembro de 1947, o semanário proto-comunista Les Lettres Françaises publicou um artigo, supostamente recebido dos Estados Unidos, assinado por “Sim Thomas” e intitulado: “Como Kravtchenko foi fabricado”. O jornalista americano narrava o seu encontro com um agente do serviço secreto dos Estados Unidos:
“Chaplen, disse o agente à Sim Thomas, teve a ideia de pedir à Kravtchenko para escrever um livro e ele o fez com muita boa vontade. Em vários meses escreveu em umas sessenta páginas coisas mais ou menos ininteligiveis e praticamente inutilisáveis. Eu lhas mostrei um dia apenas por curiosidade, mas naquele mesmo dia, sem se preocupar com o trabalho de Kravtchenko, o livro de quase mil páginas que leva a sua assinatura já estava escrito pelos nossos amigos mencheviques. O que fizemos em seguida foi dizer que Kravtchenko deveria se esconder porque sua vida estava em perigo. Afinal, antes de tudo, ele não era o homem do seu livro, o que qualquer imbecil acabaria por perceber”.
Após ter tomado conhecimento deste artigo, Kravtchenko processou o jornal francês por difamação. Ele exigiu do Les Lettres Françaises, três milhões de francos em indenização, fundamentado na lei de imprensa de 29 de julho de 1881.
O processo durou vinte cinco dias e o tribunal francês deu ganho de causa a Kravchenko. Mas embora tenha exigido indenização de três milhões de francos, a sentença lhe garantiu apenas 3 francos simbólicos.
Ainda a escritora Nina Berberova, em sua biografia, C'est moi qui souligne:
Para muitos, e para mim mesma, o cerne da questão estava na existência de campos de concentração na União Soviética, que finalmente chegava ao conhecimento de todos e recebia uma larga divulgação.
(...) a questão dos campos de concentração, de repente, passou a ter plena dimensão na França. O jornal Les Lettres Françaises negou, é claro, a sua existência, e as suas testemunhas afirmaram que se tratava de nada mais do que uma invenção. Ouvir com minhas próprias orelhas um ex-ministro, ou de um cientista mundialmente conhecido, laureado com um Prêmio Nobel, um professor da Sorbone, com a  medalha da Legião de Honra na lapela, ou ainda um célebre escritor, depois de todos prestarem juramento, afirmarem que nunca houve nenhum campo de concentração na URSS, produziu em mim as impressões mais fortes da minha vida.
Assim, mais de 30 anos antes de Alexander Soljenitsin, em seu Arquipélago Gulag, Kravchenko já denunciava as atrocidades dos campos de concentração na União Soviética.
Sobre o julgamento, além do livro do próprio Kravchenko, Eu escolhi a Justiça, há a cobertura jornalística para o jornal russo-francês, La Pensée Russe, da escritora russa Nina Berberova, Protsess V. A. Kravtchenki, lançado em 1990 pela editora Actes Sud com o título L'Affaire Kravtchenko, que virou documentário dirigido por Bernard George em 2009. No Brasil o livro foi publicado pela Vide Editorial sob o título O processo de Kravchenko: o comunismo no banco dos réus. Outro livro importante que trata do processo é o também L'Affaire Kravchenko de Guillaume Malaurie.

## Últimos dias
Kravchenko passou a dedicar a sua vida à luta ao Comunismo. Embora tenha ganhado muito dinheiro com o sucesso do seu primeiro livro, gastou cada centavo no processo contra o jornal Les Lettres Françaises.

## Suicídio ou assassinato?
Atualmente é sabido que os agentes soviéticos monitoravam a vida de Kravchenko nos Estados Unidos. Assim, sua morte em 1966 é envolta em mistérios e duvidas, já que, oficialmente, acredita-se que ele tenha cometido suicídio em seu apartamento em Manhattan, Nova Iorque. Gary Kern, autor do livro The Kravchenko Case, levanta a dúvida se Kravchenko foi ou não morto por agentes soviéticos. Seu filho, Andrew Kravchenko, fruto de seu casamento com a americana Cynthia Kuser, acredita que ele foi morto por agentes da KGB. Andrew, em 2008, produziu um documentário chamado The Defector, que narra a vida de seu pai.